# Mohawk Valley IceCats
I Mohawk Valley IceCats sono una squadra della North Eastern Hockey League (NEHL) con sede ad Utica (New York).
Per la stagione 2008 della NEHL si sono trasferiti a Norfolk assumendo la denominazione di Norfolk IceCats.